# Joan de Giorgio Vitelli
Joan de Giorgio Vitelli i Simon (Alghero, 1870 - Rome?, 1916) est un avocat et écrivain italien, promoteur de la Renaixença catalana (ca) à Alghero.

## Biographie
Joan de Giorgio Vitelli i Simon est le traducteur vers le catalan des œuvres de Dante Alighieri, Giacomo Leopardi et Giosuè Carducci. 
Il travaille pour le ministère de l'Intérieur italien et est préfet de Ravenne à partir de 1913.
En 1887, il aide l'archéologue Eduardo Toda.